# Шалашний провулок (Одеса)
Шалашний провулок — вулиця в історичній частині Одеси, від Малої Арнаутської до Старорізничої вулиці.

## Історія
Близькість до ринку «Привоз» визначила торговий характер вулиці.
Сучасну назву провулок отримав (на рубежі 1870—1880 років) за тимчасовими торговимм спорудамм — куренями, які перебували на вулиці.
Називався також Тупиковим, Наскрізним.

## Відомі мешканці
- Боєва Тетяна[3]